# Арбашевська сільська рада
Арба́шевська сільська рада (рос. Арбашевский сельский совет) — муніципальне утворення у складі Аскінського району Башкортостану, Росія. Адміністративний центр — село Арбашево.

## Населення
Населення — 314 осіб (2019, 454 в 2010, 713 в 2002).

## Склад
До складу поселення входять такі населені пункти:
| Населений пункт          | Населення, осіб (2002) | Населення, осіб (2010) |
| ------------------------ | ---------------------- | ---------------------- |
| Арбашево, село           | 343                    | 209                    |
| Чишма-Уракаєво, присілок | 370                    | 245                    |